# Saint-Constant
Pour les articles homonymes, voir Saint-Constant (homonymie).
Saint-Constant est une ville canadienne du Québec, chef-lieu de la MRC de Roussillon, dans la région de Montérégie. 
Les habitants de Saint-Constant se nomment les Constantins. La ville est située sur la rive sud du fleuve Saint-Laurent face à Montréal. La population de la ville était estimée à 27 359 citoyens en 2016 (6 000 en 1973). Ville typique de banlieue, elle est surtout résidentielle. La majorité de la population active travaille à Montréal. On y retrouve le musée ferroviaire canadien, le plus important musée des transports sur rail au pays, ainsi qu'une usine à ciment de LafargeHolcim.

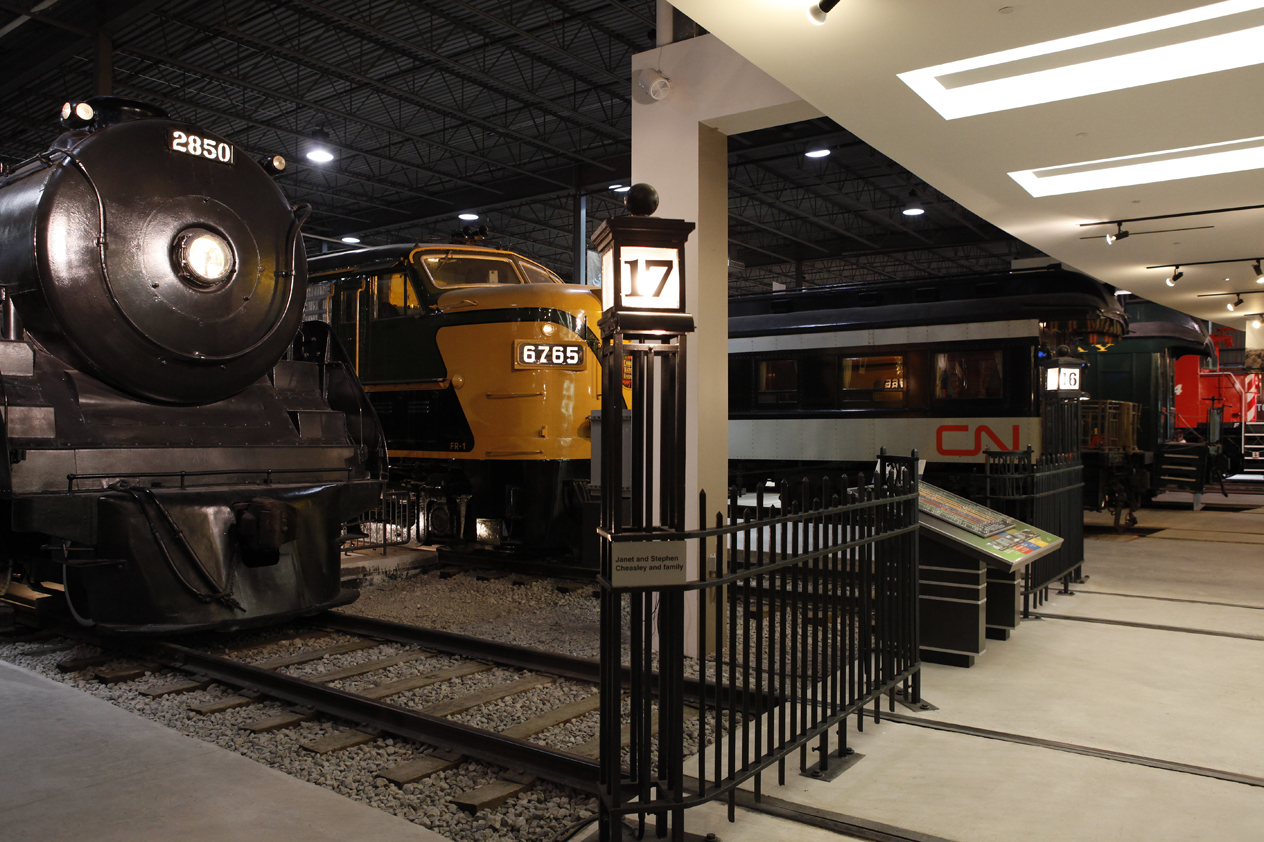
Exporail, le Musée ferroviaire canadien, est la principale attraction touristique de la ville

## Toponymie
Lors de la bénédiction de l'église construite par les habitants de la Mission de la côte Saint-Pierre en 1750, on choisit de la dédier à saint Constant afin d'honorer la mémoire du père (prénommé Constant) du révéré Jacques Le Marchand de Lignery, curé de La Prairie, paroisse mère dont fut détachée Saint-Constant en 1744.
Saint Constant, dont la statue le représente en soldat romain, faisait partie, selon Eucher de Lyon, de la Légion thébaine commandée par saint Maurice, légion égyptienne formée de chrétiens et massacrée en Suisse actuelle sur ordre du césar Maximien au temps de l'empereur Dioclétien.
Des doutes s'étant élevés quant à l'historicité de la Légion thébaine, on évoquerait plutôt aujourd'hui Constant d'Ancône, sacristain de l'église Saint-Étienne d'Ancône au Ve siècle.

## Histoire
L'établissement des premiers colons sur le territoire actuel de Saint-Constant, des "François Canadiens" comme on pouvait les appeler à l'époque, s'effectue vers 1720 à la suite de l'occupation progressive des côtes ou concessions Saint-François-Xavier, Saint-Ignace et Sainte-Catherine. L'histoire formelle de Saint-Constant débute en 1744 avec la constitution d'un premier conseil de fabrique devant assurer la construction d'une église et d'un presbytère autour d'une place du village située sur la Côte Saint-Pierre, cette dernière ouverte à la colonisation en 1725. L'église sera consacrée en 1750 en présence du vicaire apostolique de Montréal Normant du Faradon. Avec la côte Saint-Régis ouverte en 1727, la côte Saint-Pierre étaient les principales concessions ouverte à la colonisation par les seigneurs de la seigneurie du Sault-Saint-Louis, créée en 1680 à l'usage et au profit des Autochtones convertis au catholicisme. En 1750, ces côtes se prolongèrent dans la seigneurie de La Salle. En 1815, le rang Saint-Pierre portait le surnom « Black Cattle Road », soit la route des trafiquants de bestiaux de l'État de New York à Montréal. Situé au centre de l'ancien comté La Prairie, le village de Saint-Constant sera l'unique lieu de votation de 1829 à 1841. Des résidents seront témoins ou prendront part aux rébellions de 1837-1838.
Les structures administratives locales verront le jour à Saint-Constant en 1845 par l'introduction de la municipalité de paroisse et de la commission scolaire. Cependant, le vaste territoire de la paroisse de Saint-Constant était déjà subdivisé en faveur de Saint-Rémi (1840), de Saint-Édouard (1833), et de Saint-Isidore (1833). Ce mouvement se poursuivra avec Saint-Michel (1854), Saint-Mathieu (1919) et Sainte-Thérèse-de-Delson (1932).
Saint-Constant entrera dans la modernité par la construction des chemins de fer du CN et du CP dans le dernier quart du XIXe siècle. L'électrification du village se fera vers 1918 et l'électrification rurale se terminera en 1939. La rue Saint-Pierre se prolongera des montées des Bouleaux et Sainte-Catherine, en direction du boulevard 9C (route 132), vers 1950. Depuis les années cinquante, l'essor de la construction domiciliaire permet à Saint-Constant d'obtenir le statut de ville en 1973.
Annulation de l'élection municipale de 2005
L'élection municipale du 5 novembre 2005 dans la municipalité de Saint-Constant, a été annulée le 21 septembre 2007 à la suite d'une manœuvre électorale commise par l'équipe de l'ex-maire Gilles Pépin.
Le juge Gilles Mercure de la Cour supérieure du Québec a ordonné l'annulation de l'élection du maire Gilles Pépin et de cinq conseillers membres de son équipe pour avoir dépassé largement le montant des dépenses autorisées pendant la campagne électorale de novembre 2005. Le jugement, daté du 21 septembre 2007, est « exécutoire nonobstant appel », ce qui signifie que la municipalité s'est retrouvée sans conseil municipal, les conseillers restants ne pouvant assurer le quorum. En vertu de  l'article 100 de la loi des cités et villes du Québec, c'est la Commission municipale du Québec, qui a pris en charge l'administration de la municipalité.
Dans sa décision, le juge Gilles Mercure a donné raison aux citoyens qui ont entrepris le recours en annulation d'élection. La preuve a révélé que l'équipe dirigée par l'ex maire Gilles Pépin avait effectué des dépenses atteignant un peu plus de 53 204 $, soit 15 697 $ de plus (42 %) que le montant maximum auquel elle avait droit. «Le défendeur Pépin ne pouvait ignorer le dépassement et c'est donc à son su et avec son assentiment que la manœuvre électorale frauduleuse a été pratiquée», mentionne le juge Mercure dans le document de 37 pages étayant sa décision. Le 1er novembre 2007, La cour d'appel du Québec a également maintenu le jugement de première instance. La requête en annulation d'élection à Saint-Constant a été la première du genre au Québec. Elle fait donc jurisprudence.

## Géographie
La rivière Saint-Régis traverse la municipalité du sud-ouest vers le nord-est.
La rivière Saint-Pierre la traverse du sud vers le nord jusqu'à sa confluence rive droite avec la rivière Saint-Régis dans le sud de Sainte-Catherine.
La rivière de la Tortue traverse la pointe est de la municipalité en coulant vers le nord.

## Démographie
| 1991   | 1996   | 2001   | 2006   | 2011   | 2016   | 2021   |
| ------ | ------ | ------ | ------ | ------ | ------ | ------ |
| 18 424 | 21 933 | 22 577 | 23 957 | 24 980 | 27 359 | 29 954 |

| Langue              | Population | Pourcentage |
| ------------------- | ---------- | ----------- |
| Français seulement  | 21 750     | 91,19 %     |
| Anglais seulement   | 1 070      | 4,49 %      |
| Français et Anglais | 130        | 0,55 %      |

## Administration

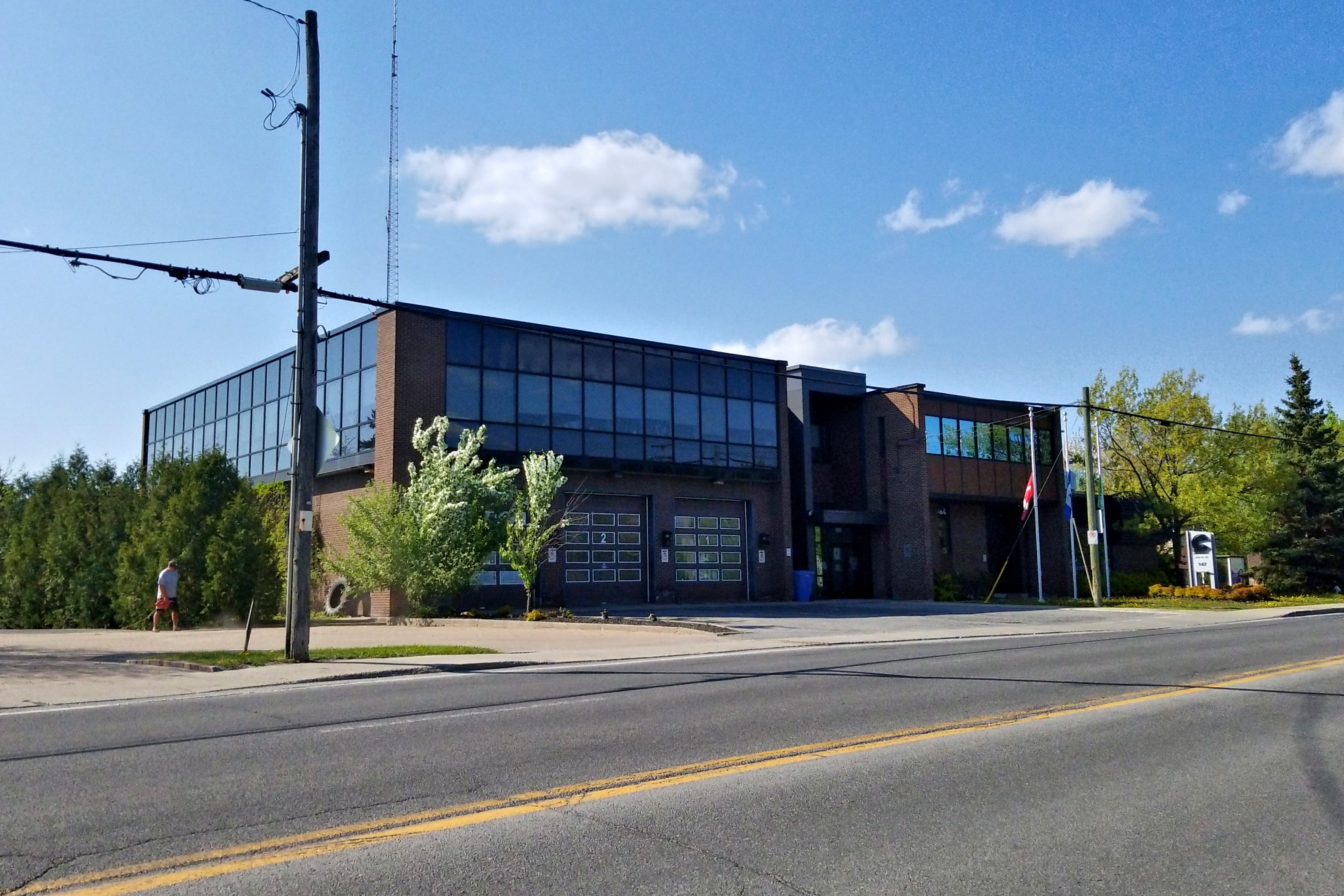
Hôtel de Ville à Saint-Constant

Les élections municipales se font en bloc et suivant un découpage de huit districts.
| Saint-Constant Maires depuis 1845                                                                                    |                                 |                                             |          |
| Élection | Maire                           | Qualité                                     | Résultat |
| 1845 | François Barbeau                |                                             |          |
| 1855 | J.B Viau                        |                                             |          |
| 1866 | Maurice Normandin               |                                             |          |
| 1872 | Edouard Lanctôt                 |                                             |          |
| 1875 | J.B Viau                        |                                             |          |
| 1877 | Isaie Goyette                   |                                             |          |
| 1881 | Lasselin Bellefleur             |                                             |          |
| 1883 | Julien Longtin                  |                                             |          |
| 1884 | Odilon Longtin                  |                                             |          |
| 1887 | Odilon Goyette                  |                                             |          |
| 1888 | Eugène Gougeon                  |                                             |          |
| 1889 | Bernard Hébert                  |                                             |          |
| 1892 | Léandre Guérin                  |                                             |          |
| 1893 | Siméon Létourneau               |                                             |          |
| 1896 | Arthur Matte                    |                                             |          |
| 1899 | Roch Lanctôt                    |                                             |          |
| 1901 | Solime Cardinal                 |                                             |          |
| 1905 | Roch Norbert Forté              |                                             |          |
| 1909 | Arcade Barbeau                  |                                             |          |
| 1911 | Lorenzo Létourneau              |                                             |          |
| 1921 | Max Brosseau                    |                                             |          |
| 1923 | Antoine Baillargeon             |                                             |          |
| 1927 | Roch Boulé                      |                                             |          |
| 1933 | Pierre Dupuis                   |                                             |          |
| 1943 | Réal Bellefleur                 |                                             |          |
| 1945 | Léon Poissant                   |                                             |          |
| 1955 | Laurier Baillargeon             |                                             |          |
| 1967 | Serge Lefebvre                  |                                             |          |
| 1969 | Claude Hébert                   |                                             |          |
| 1981 | Jacques Perrault                |                                             |          |
| 1989 | Bernard Giroux                  |                                             |          |
| 1993 | Daniel Ashby                    |                                             | Voir     |
| 2005 | Gilles Pépin                    |                                             | Voir     |
| 2007 | Commission municipale du Québec | Destitution de Gilles Pépin par le DGEQ     | n/a      |
| 2008 | Gilles Pépin (2)                | Candidat défait à la mairie en 2013 et 2017 | n/d      |
| 2009 | Gilles Pépin (2)                | Candidat défait à la mairie en 2013 et 2017 | Voir     |
| 2013 | Jean-Claude Boyer               |                                             | Voir     |
| 2017 | Jean-Claude Boyer               | Voir                                        |          |
| 2021 | Jean-Claude Boyer               | Voir                                        |          |
| Élection partielle en italique Depuis 2005, les élections sont simultanées dans toutes les municipalités québécoises |                                 |                                             |          |

## Personnalités

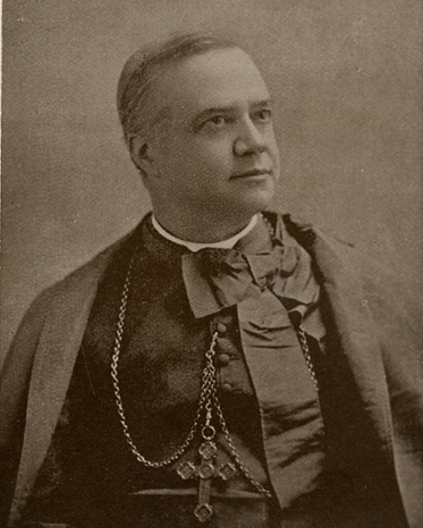
Mgr Joseph-Médard Emard

- Joseph-Médard Emard, évêque catholique
- Vincent Lauzer, flutiste
- Joseph-Narcisse Cardinal, notaire et homme politique
- François Benjamin Godin, avocat et homme politique
- Roch Lanctôt, homme politique
- Odilon Goyette, homme politique
- Alexis Bouthillier, homme politique
- Louis Sainte-Marie, marchand et homme politique